# Єдлічка Алоїз Венцеславович
Алоїз Вячеславович (Венцеславович) Є́длічка (нім. Alois Jedliczka; нар. 14 грудня 1821, Куклені — пом. 27 вересня 1894, Полтава) — український композитор, фольклорист, педагог, піаніст та хоровий диригент. Чех за походженням. Брат піаніста Венцеслава Єдлічки, батько піаністів Ернста Єдлічки і Катерини Зайцевої (Єдлічко).

## Біографія
Народився 14 грудня 1821 року у місті Кукленах (тепер у складі міста Градець-Кралове, Чехія). 1837 року вступив до Празької консерваторії, учень Діоніса Вебера і Джованні Баттіста Гордіджані. У 1842 році закінчив консерваторію та прибув до України й викладав гру на фортепіано в Полтавському інституті шляхетних дівчат.
З 1848 року Алоїз Єдлічка викладав гру на фортепіано та італійський спів в інституті шляхетних дівчат; серед його учениць була і майбутня оперна співачка Олександра Сантагано. Брати Єдлічки пропрацювали у Полтавському інституті шляхетних дівчат понад 40 років: Венцеслав обіймав посаду старшого викладача музики з 1848 по 1879 рік, Алоїз був його помічником та вчителем італійського співу з 1848 по 1882 рік, та музики — по 1893 рік.
Батько піаністів Ернеста Єдлічки (1857—1904) і Катерини Єдлічко (в шлюбі Зайцевої, 1850-біля 1913), дідусь піаністки Олени Зайцевої (Helene Saizeva-Schukowitsch, Швеція).
Помер 27 вересня 1894 року в Полтаві.

## Творчість
Основою творчої діяльності було збирання і обробка українських народних пісень. Підсумком величезної роботи композитора у цьому напрямі вважається збірка «100 малоросійських народних пісень» (у 2-х частинах; видавці: M.І. Бернард (1861) та П. І. Юргенсон (1862)), що містить багато цінних зразків української народно-пісенної творчості. Попурі «Квітоньки України» на теми улюблених українських пісень являє спробу автора представити українську народно-пісенну творчість в фортепіанному викладі. Мабуть, не випадково А. Єдлічка саме так назвав свій твір, адже, як зазначав відомий музикознавець Микола Гордійчук, «пісні народні… — це квітки».
Написав музику до відомої пісні «Гей була в мене коняка» (на слова Якова Щоголіва). Алоїз Єдлічка є автором фантазії «Спогад про Полтаву», зробив редакцію музики Опанаса Марковича до «Наталки Полтавки» Івана Котляревського. Записи українського фольклору Алоїза Єдлічки використовували Микола Лисенко, Ф. Колесса та інші українські композитори й музикознавці.
Твори
- Собрание малороссийских народных песен, ч. 1-2. СПБ, 1861.
- Сто малороссийских народных песен. СПБ, 1869.